# Emma Vuitton
Emma Vuitton, född 15 oktober 2003, är en fransk kanotist som tävlar i kanotslalom.

## Karriär
Vid EM 2022 i Liptovský Mikuláš tog Vuitton guld i lagtävlingen i K1 tillsammans med Camille Prigent och Romane Prigent. Vid europeiska spelen 2023 i Kraków tog hon guld i lagtävlingen i K1 tillsammans med Marjorie Delassus och Camille Prigent. Vid EM 2024 i Tacen tog Vuitton silver i lagtävlingen i K1 tillsammans med Camille Prigent och Coline Charel.
Vid EM 2025 i Vaires-sur-Marne tog Vuitton silver i kajakcross.